# James Heappey
James Stephen Heappey, né le 30 janvier 1981 à Nailsea, est un homme politique du Parti conservateur britannique et ancien officier de l'armée britannique. Il est député pour Wells dans le Somerset de 2015 à 2024.
Il est ministre d'État aux Forces Armées de 2020 à 2024.

## Jeunesse
James Heappey est né le 30 janvier 1981 à Nailsea, Somerset. Il fait ses études privées à l'hôpital Queen Elizabeth de Bristol et est diplômé de l'Université de Birmingham après avoir étudié les sciences politiques.

## Carrière militaire
Après l'université, il fréquente l'Académie royale militaire de Sandhurst. Il sert ensuite comme officier dans le Royal Gloucestershire, Berkshire and Wiltshire Regiment puis The Rifles, le régiment du comté de Somerset, à Kaboul en 2005, en Irlande du Nord en 2006, à Bassorah en 2007 et à Sangin dans la province de Helmand en 2009. Il sert également au Kenya, et en 2011, il est affecté au ministère de la Défense à Londres où il travaille comme officier exécutif de l'état-major général et est promu major en 2012. Après avoir quitté l'armée britannique, il travaille comme assistant pour le député conservateur de North Somerset Liam Fox.

## Carrière politique
Il est élu député pour Wells aux élections générales de 2015, ayant été sélectionné en tant que candidat conservateur deux ans plus tôt. Il profite de son premier discours à la Chambre des communes pour encourager le gouvernement à continuer de s'attaquer aux problèmes auxquels de nombreuses collectivités rurales sont confrontées, notamment les mauvaises connexions routières, l'accès limité au réseau ferroviaire, l'accès au numérique.
De juillet 2015 à octobre 2016, il siège au Comité spécial de l'énergie et des changements climatiques de la Chambre des communes. Il soutient la décision du gouvernement de donner son feu vert à la centrale nucléaire de Hinkley Point C, citant en particulier les avantages pour l'économie locale de Somerset. Il appelle également à une plus grande exploitation des ressources et de l'expertise disponibles dans le secteur de l'énergie marine.
Il est réélu aux élections générales de 2017 et est Secrétaire parlementaire privé de l'ancien secrétaire d'État aux Transports Chris Grayling. Il préside le groupe parlementaire sur les énergies renouvelables et durables et est vice-président de l'Association pour l'énergie décentralisée.
Il soutient la nomination de Boris Johnson comme leader du Parti conservateur lors de l'Élection à la direction du Parti conservateur britannique de 2019, et est son secrétaire privé parlementaire conjointement avec Alex Burghart.
Bien que sceptique sur certains aspects de l'Union européenne, il est opposé au Brexit avant le Référendum sur l'appartenance du Royaume-Uni à l'Union européenne en 2016. Il vote ensuite en faveur du calendrier du gouvernement pour déclencher l'article 50 du traité sur l'Union européenne avant la fin du mois de mars 2017,. Le 15 janvier 2019, il a voté en faveur de l'accord de Theresa May sur le Brexit.